# …cham się topi
…cham się topi – debiutancki album studyjny polskiej grupy hip-hopowej Brooklyn wydany w 1994 roku nakładem oficyny Gamma. Po East On Da Mic Liroya, Walenie w basenie grupy B.Z.i.K. oraz płytach Spalam się i Spalaj się! Kazika piąty w historii polskiej fonografii oficjalnie wydany album strice hip-hopowy.

## Lista utworów
1. „Latawice, cichodajki i zdziry” – 4:10
2. „Abecadło kretyna” – 3:55
3. „Cham się topi” – 4:20
4. „Impreza u Namka” – 6:10
5. „Beret kolorowy” – 3:30
6. „Izba wytrzeźwień” – 4:05
7. „Kazirodztwo” – 3:00
8. „Kto dał w mordę zakonnicy” – 4:00
9. „Deszcz(Szczy)K (Zalety mowy potocznej)” – 4:55
10. „Ballada o wzwodzie” – 3:20
11. „Zło i pieniądze” – 4:35
12. „Moje adidasy” – 3:55
13. „Wyborowa '94” – 3:30

## Twórcy
Opracowano na podstawie materiału źródłowego.
- Paweł „Goolary” Góralczyk – wokal, słowa (2, 10), produkcja, gitara elektryczna, instrumenty klawiszowe, sampler, automat perkusyjny
- Marcin „KaRRamBa” Kitliński – wokal, słowa (1–9, 11–13), produkcja, instrumenty klawiszowe, sampler, automat perkusyjny, harmonijka ustna
- Piotr „Buzer” Łabuzek – realizacja nagrań, miksowanie, mastering
- Krzysztof Oprych – zdjęcia